# Ilias Bronkhorst
Ilias Bronkhorst (Haarlem, 10 maggio 1997) è un calciatore olandese, difensore dell'Excelsior.

## Carriera
Cresciuto nel settore giovanile del Koninklijke HFC, debutta in prima squadra il 10 settembre 2017 in occasione del match di Tweede Divisie vinto 3-1 contro il De Dijk.
L'anno seguente viene acquistato dal Telstar dove rimane per tre stagioni realizzando 11 reti in 55 incontri di campionato. Nel 2021 si trasferisce al N.E.C., neopromosso in Eredivisie.

## Statistiche
Statistiche aggiornate al 24 ottobre 2021.

### Presenze e reti nei club
| Stagione        | Squadra         | Campionato      | Campionato | Campionato | Coppe nazionali | Coppe nazionali | Coppe nazionali | Coppe continentali | Coppe continentali | Coppe continentali | Altre coppe | Altre coppe | Altre coppe | Totale | Totale | Totale |
| Stagione        | Squadra         | Comp            | Pres       | Reti       | Comp            | Pres            | Reti            | Comp               | Pres               | Reti               | Comp        | Pres        | Reti        | Pres   | Reti   |        |
| --------------- | --------------- | --------------- | ---------- | ---------- | --------------- | --------------- | --------------- | ------------------ | ------------------ | ------------------ | ----------- | ----------- | ----------- | ------ | ------ | ------ |
| 2017-2018       | Koninklijke HFC | 2D              | 17         | 0          | CO              | 1               | 0               |                    | -                  | -                  |             | -           | -           | 18     | 0      |        |
| 2018-2019       | Telstar         | 1D              | 3          | 0          | CO              | 1               | 0               |                    | -                  | -                  |             | -           | -           | 4      | 0      |        |
| 2019-2020       | Telstar         | 1D              | 19         | 1          | CO              | 2               | 0               |                    | -                  | -                  |             | -           | -           | 21     | 1      |        |
| 2020-2021       | Telstar         | 1D              | 33         | 10         | CO              | 1               | 0               |                    | -                  | -                  |             | -           | -           | 34     | 10     |        |
| 2021-2022       | N.E.C.          | ED              | 4          | 0          | CO              | 0               | 0               |                    | -                  | -                  |             | -           | -           | 4      | 0      |        |
| Totale carriera | Totale carriera | Totale carriera | 76         | 11         |                 | 5               | 0               |                    | -                  | -                  |             | -           | -           | 81     | 11     |        |